# ان‌جی‌سی ۷۰۸۷
ان‌جی‌سی ۷۰۸۷ (انگلیسی: NGC 7087) یک کهکشان مارپیچی میله‌ای است که در فاصله ۲۱۵ میلیون سال نوری از زمین در صورت فلکی درنا قرار دارد. کهکشان NGC 7087 توسط اخترشناس جان هرشل در ۴ سپتامبر ۱۸۳۴ کشف شد.